# Icones Principum Virorum

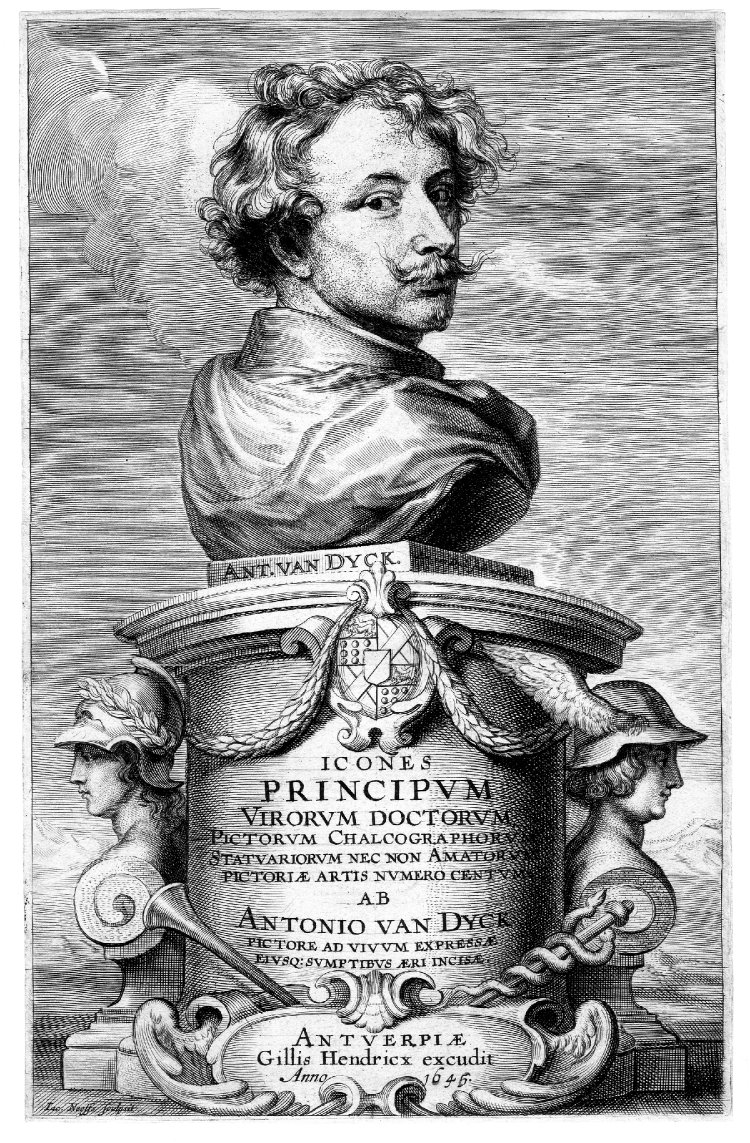
Antoine van Dyck, Autoportrait en buste, frontispice de l'édition de 1645 dIcones Principum Virorum (British Museum)

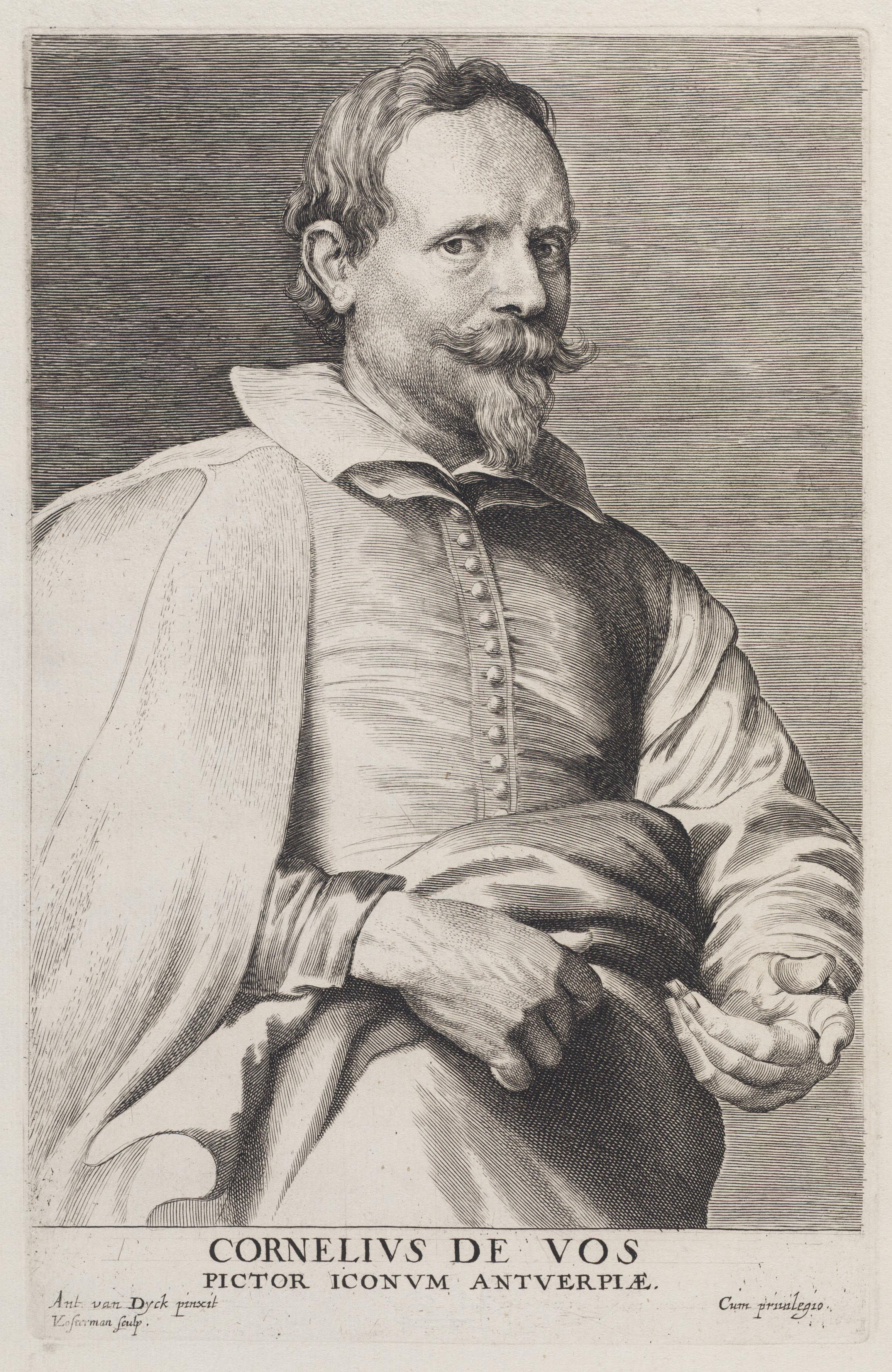
Portrait de Cornelis de Vos par Lucas Vorsterman et Van Dyck

Icones Principum Virorum, connu comme l’Iconographie est un album iconographique édité et dirigé par Antoine van Dyck, recensant les principales personnalités anversoises qui lui sont contemporaines. Cet album, composé de gravures exécutées par Van Dyck et par d'autres graveurs sous sa supervision, est publié pour la première fois en 1635 à Anvers.

## Contexte

### La gravure de portrait
L'âge d'or de la gravure de portrait éclot au cours de la première moitié du XVIIe siècle. En France, des spécialistes de la gravure de portraits, tels que Robert Nanteuil et Antoine Masson, obtiennent une notoriété comparable à celle de leurs contemporains peintres les plus reconnus. En Belgique et dans les Provinces-Unies, il n'y a pas de véritable distinction peintre/graveur : Rembrandt est aussi bon graveur que peintre, et Pierre Paul Rubens et Antoine van Dyck dirigent une école de graveurs. Dans les années 1620, Rubens fonde une école de graveurs à Anvers pour y graver des estampes d'après ses peintures et dessins. Des graveurs tels que Lucas Vorsterman (1595-1675), Boëtius Adams Bolswert (1580-1633) et Paulus Pontius (1603-1658) forment la pierre angulaire de ce qui est rapidement connu comme l'École de Rubens.
À l'âge de 19 ans, Antoine van Dyck devient franc-maître de la guilde de Saint-Luc d'Anvers. Un an plus tard, il devient premier assistant de Rubens, de qui il apprend la gravure et l'eau-forte. Excellent portraitiste, Van Dyck est rapidement célèbre dans toute l'Europe puis devient peintre de cour du roi Jacques Ier d'Angleterre.

### Genèse de l'Icones Principum Virorum
L'idée d'un ouvrage regroupant les portraits des personnalités célèbres d'Anvers et prenant la forme d'un album germe dans l'esprit d'Antoine van Dyck quand il rentre de son voyage en Italie (1626) et avant qu'il parte en Angleterre (1632).
La première édition est publiée à Anvers en 1635-1636. Elle est incomplète : le frontispice n'est pas publié avant l'édition de Gillis Hendricx de 1645, gravé par Jacob Neefs. Les planches de la main de Van Dyck semblent n'avoir été mises dans le commerce qu'après sa mort (qui a eu lieu en décembre 1641), et les tirages des premiers états sont très rares.

## Réalisation

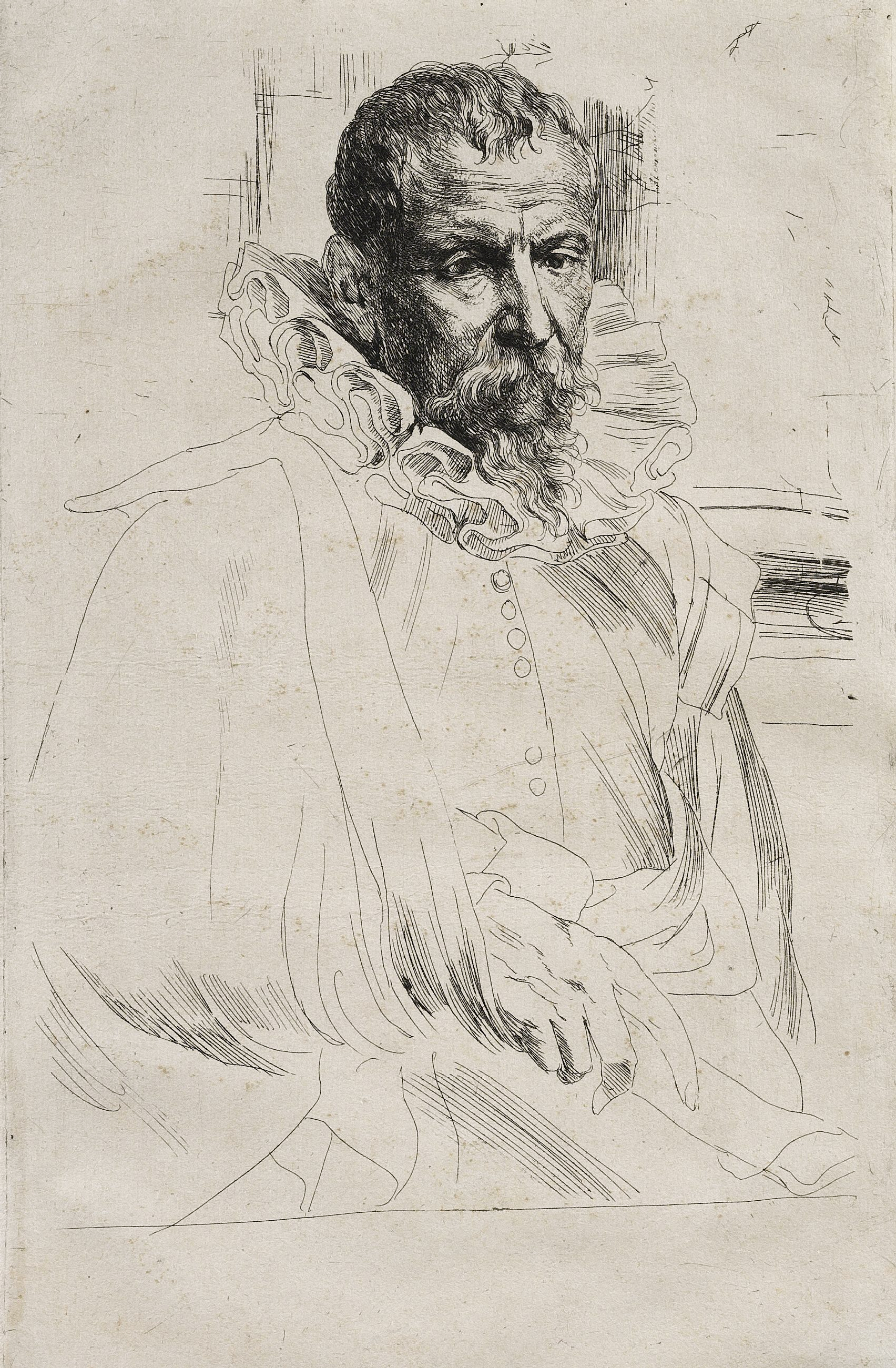
Portrait de Pieter Brueghel le Jeune par Van Dyck.

Antoine van Dyck réalise de nombreux et minutieux dessins de préparation à la craie et au pinceau en vue de leur publication sous forme de gravure.
Il supervise et corrige le travail des graveurs, sélectionnés parmi les meilleurs de l'entourage de Rubens, et qui gravent d'après les dessins de Van Dyck. Van Dyck lui-même participe en réalisant plusieurs eaux-fortes, qui forment sans doute la plus belle série de l'ouvrage, principalement des portraits d'artistes.
L'un des plus brillants portraits, de par sa caractérisation humaine, est le portrait de Pieter Brueghel le Jeune, fils du grand Brueguel. Il est à noter que l'eau-forte apparaît dans le livre sous sa forme d'esquisse, prouvant que le maître la considérait comme achevée.
Sur l'ensemble des quatre-vingt portraits de contemportains illustres, l'album comprend onze portraits de femmes, dont Maria Ruten, la propre épouse de Van Dyck. L'album est publié pour la première fois à Anvers par Maerten van den Enden, entre 1632 et 1641.

## Postérité
L'Iconographie connut un grand succès, mais c'est la seule fois que Van Dyck s'aventura dans la gravure car la réalisation de portraits peint payait sans doute mieux et qu'il était en outre très demandé. La grande qualité de l'ensemble est reconnue des historiens de l'art : « La gravure de portraits existait à peine avant lui, et elle est soudainement apparue dans son travail au plus haut point qu'elle a jamais atteint dans l'art. »
À sa mort, il existait quatre-vingt planches réalisées par d'autres, dont cinquante deux faites par des artistes, outre les dix-huit réalisées par Van Dyck lui-même. Ces planches furent achetées par un éditeur et ont été utilisées pendant des siècles de sorte qu'elles finissaient par s'user ce qui impliquait d'en refaire périodiquement, ce qui explique que, à la fin du XVIIIe siècle, il y avait plus de deux cents planches de portraits qui ont d'ailleurs été rachetées par le musée du Louvre.
L'Iconographie de Van Dyck fut assez influente comme modèle commercial de la reproduction de gravures. Sa collection de planches de dessins, maintenant oubliée, fut très populaire jusqu'à l'avènement de la photographie. Le style des gravures à la Van Dyck, avec des lignes ouvertes et des points, contrastait remarquablement de celui d'autres grands graveurs de portraits de l'époque, comme Rembrandt, et eut un faible impact stylistique jusqu'à la fin du XIXe siècle, où il influença alors des artistes telles que James Whistler. L'historien d'art Hyatt Mayor écrivit à ce sujet :

« Les graveurs ont par conséquent étudié van Dyck car ils peuvent espérer se rapprocher de sa brillante authenticité, alors que personne ne peut espérer approcher la complexité des portraits de Rembrandt. »

## Principaux graveurs

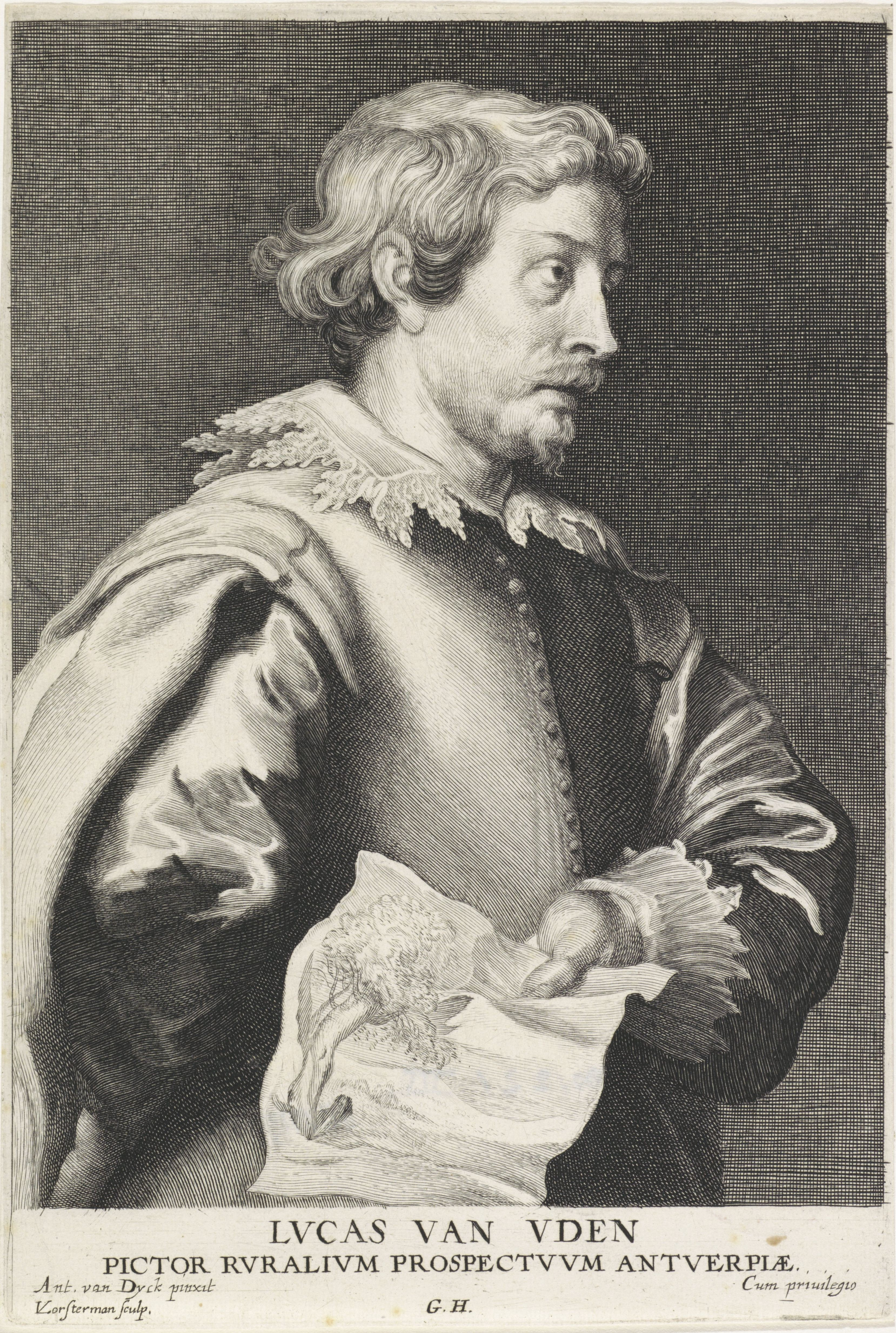
Portrait de Lucas van Uden, par Lucas Vorsterman

En plus d'Antoine van Dyck, d'autres graveurs, principalement les meilleurs de l'entourage de Rubens, ont participé à l'illustration de l'ouvrage,, :
- Lucas Vorsterman
- Lucas Vorsterman II
- Paulus Pontius
- Nicolaes Lauwers
- Pieter de Jode le Jeune
- Robert van Voerst (en)
- Schelte Adams Bolswert
- Pieter Clouwet
- Willem Jacobsz. Delff
- Cornelius Galle l'Ancien
- Willem Hondius
- Adriaen Lommelin
- Jacob Neefs
- Andries Stock